# Petitgrainolaj
A petitgrainolaj (aetheroleum petitgrain) a keserű narancs fájának az illóolaja, melyet a fa fiatal ágaiból és leveleiből nyernek ki, vízgőz-desztilláció útján. Keserűnarancsolajnak is hívják.

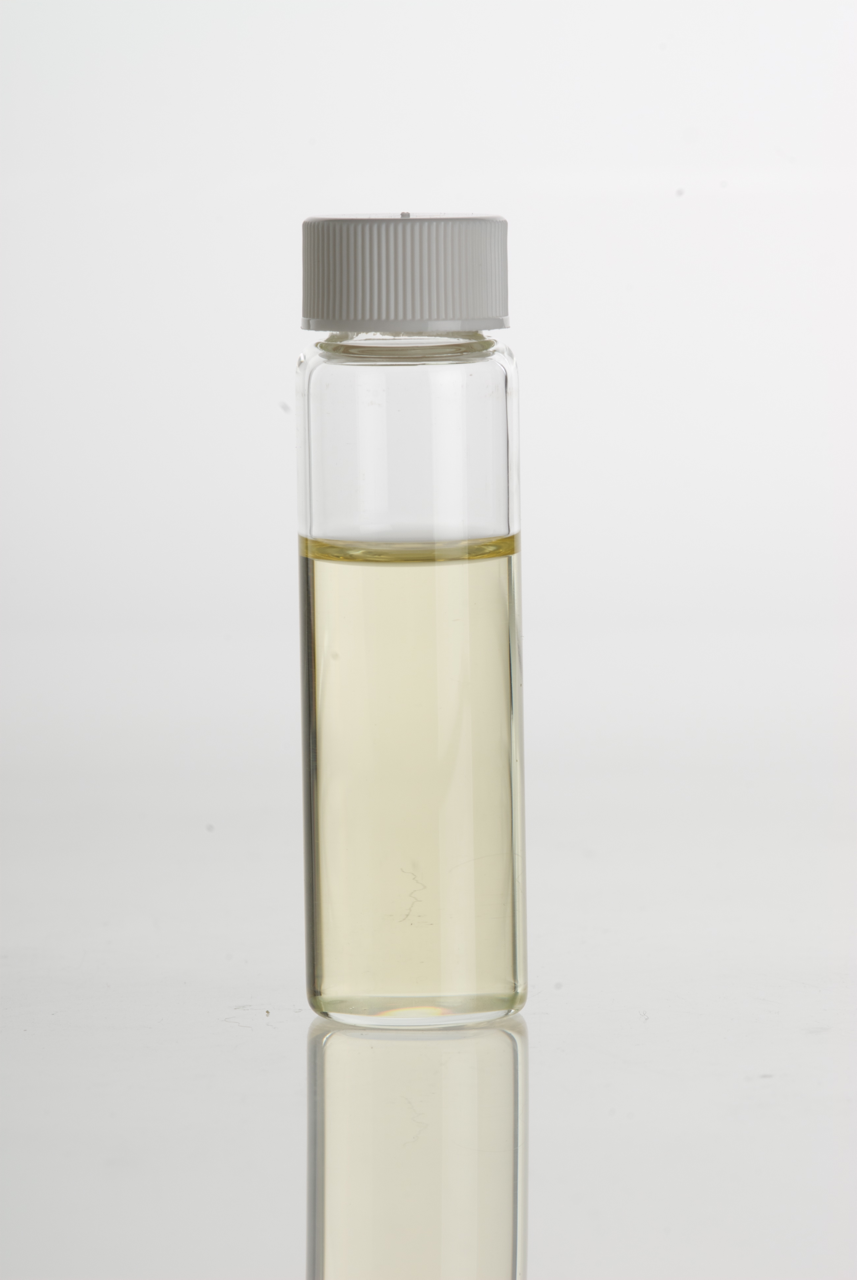

## Hatása
Nyugtat, csillapítja a félelmet. Enyhíti a gyomorrontás tüneteit. Dezodorál.

## Használata
Aromalámpában párologtatva kiegyensúlyozó, kedélyállapot javító, oldja a feszültséget és javítja az emlékezőképességet.
Fürdővízbe téve frissítő, izzadásgátló, szagtalanító. Kölnivizekhez is használják. Alkalmas zsíros, korpás haj ápolására.
Napfény hatására a bőrön foltok keletkezhetnek tőle.